# Mistrzostwa Kanady w Skokach Narciarskich 2017 (październik)
Mistrzostwa Kanady w Skokach Narciarskich 2017 – zawody o mistrzostwo Kanady w skokach narciarskich na igelicie rozegrane 21 października 2017 roku na skoczni normalnej w Calgary.
W kategorii mężczyzn tytuł mistrzowski wywalczył Mackenzie Boyd-Clowes, który nad drugim miejscem wypracował sobie ponad dziesięć punktów przewagi. Na drugim stopniu podium znalazł się Matthew Soukup, skaczący niewiele krócej od zwycięzcy, bo różnica między ich skokami w poszczególnych seriach mieściła się w dwóch metrach. Jednak stylowo zaprezentował się gorzej. Podium uzupełnił Joshua Maurer. W konkursie wzięło udział dwunastu zawodników.
W konkursie pań najlepszą okazała się być Taylor Henrich. Za nią na podium znalazły się Abigail Strate oraz Natasha Bodnarchuk. Na starcie konkursu znalazło się siedem skoczkiń.
Wszyscy startujący reprezentowali jeden klub – Altius Nordic Ski Club.

## Wyniki

### Konkurs indywidualny mężczyzn
| Miejsce | Zawodnik              | Skok 1 | Skok 2 | Punkty |
| ------- | --------------------- | ------ | ------ | ------ |
| 1.      | Mackenzie Boyd-Clowes | 93,0 m | 86,5 m | 232,5  |
| 2.      | Matthew Soukup        | 91,0 m | 84,0 m | 221,0  |
| 3.      | Joshua Maurer         | 88,5 m | 81,5 m | 207,0  |
| 4.      | Sam Bolton            | 85,5 m | 78,5 m | 193,0  |
| 5.      | Nigel Lauchlan        | 82,5 m | 80,0 m | 190,5  |
| 6.      | Nathaniel Mah         | 85,5 m | 73,5 m | 184,0  |
| 7.      | Stéphane Tremblay     | 70,5 m | 66,5 m | 129,0  |
| 8.      | Max Stretch           | 65,0 m | 65,0 m | 116,5  |
| 9.      | Noah Rolseth          | 60,5 m | 58,5 m | 96,5   |
| 10.     | Jonas Rolseth         | 58,0 m | 56,5 m | 71,0   |
| 11.     | Sam Duncalf           | 52,5 m | 51,0 m | 50,5   |
| 12.     | Gavin Head            | 50,0 m | 51,0 m | 42,5   |

### Konkurs indywidualny kobiet
| Miejsce | Zawodnik           | Skok 1 | Skok 2 | Punkty |
| ------- | ------------------ | ------ | ------ | ------ |
| 1.      | Taylor Henrich     | 96,0 m | 88,5 m | 236,0  |
| 2.      | Abigail Strate     | 87,0 m | 93,5 m | 226,5  |
| 3.      | Natasha Bodnarchuk | 87,0 m | 89,0 m | 217,5  |
| 4.      | Atsuko Tanaka      | 89,0 m | 82,5 m | 212,5  |
| 5.      | Natalie Eilers     | 78,0 m | 80,0 m | 181,0  |
| 6.      | Nicole Maurer      | 81,0 m | 77,5 m | 178,0  |
| 7.      | Sophie Berghmans   | 56,5 m | 52,5 m | 65,5   |